# Symfonie nr. 5 (Mahler)
De vijfde Symfonie is een symfonie van Gustav Mahler in vijf delen. De première vond plaats in Keulen op 18 oktober 1904 onder leiding van de componist zelf. Mahler componeerde de symfonie grotendeels in de zomer in Maiernigg. Het meest herkenbare deel van de symfonie is het begin, dat wordt gekenmerkt door een funebre-achtige trompetsolo. Met de vijfde symfonie zette Mahler een heel andere toon dan in zijn eerdere symfonieën. Waar de eerdere symfonieën klinken als de menselijke stem, is de vijfde een duidelijke teruggang tot de strikte vorm van de muziek, bijna zoals Johann Sebastian Bach dat deed. Als niet-standaard instrument gebruikt Mahler in deze compositie de zweep.

## Instrumentatie
- 4 fluiten
- piccolo's
- 3 hobo's
- althobo
- 3 klarinetten wisselend naar bes en a
- klarinet in d
- basklarinet
- 3 fagotten
- contrafagot
- 6 hoorns in f
- 4 trompetten in bes en f
- 3 trombones
- 1 tuba
- pauken
- grote trom
- kleine trom
- bekkens
- triangel
- tamtam
- zweep
- klokkenspel
- harpen
- violen
- altviolen
- celli
- contrabassen

## Delen
Het orkestwerk duurt ongeveer 70 minuten en bestaat uit vijf delen:
1. Treurmars (cis mineur)
2. Stormachtig bewogen - Beduidend langzamer (a mineur)
3. Scherzo (D majeur)
4. Adagietto (F majeur)
5. Rondo Finale (D majeur)

Het adagietto kreeg al enige bekendheid bij het grote publiek nadat Leonard Bernstein het op 8 juni 1968 dirigeerde tijdens de begrafenisplechtigheid van Robert F. Kennedy in de Saint Patrick's Cathedral (New York).
Het adagietto werd wel vaker als los deel uitgevoerd, maar het werd in populaire cultuuruitingen belangrijk nadat Luchino Visconti het in 1971 gebruikte in zijn film Death in Venice. In die film werd de hoofdpersoon van de oorspronkelijke novelle aangepast van schrijver naar componist, met verhaalelementen die waren ontleend aan het leven van Mahler. Sindsdien wordt de muziek gebruikt voor toepassingen van advertenties tot kunstschaatsen tot films en televisieprogramma's, waardoor het met afstand het meest populaire muziekstuk is van Mahler.

## Uitgaves
De partituur werd voor het eerst in 1904 uitgegeven bij C.F.Peters Musikverlag in Leipzig. Een tweede, door Mahler herziene editie kwam uit in 1905. Uiteindelijke herzieningen die door Mahler werden gemaakt in 1911 werden niet eerder dan in 1964 uitgegeven. In 2001 werd door Peters opnieuw een herziene versie uitgegeven.
Symfonieën: Symfonie nr. 1, Titan · Symfonie nr. 2, Auferstehung · Symfonie nr. 3 · Symfonie nr. 4 · Symfonie nr. 5 · Symfonie nr. 6, Tragische · Symfonie nr. 7 · Symfonie nr. 8, Sinfonie der Tausend · Das Lied von der Erde · Symfonie nr. 9 · Symfonie nr. 10 (onvoltooid)

Orkestliederen: Das klagende Lied (cantate) · Lieder eines fahrenden Gesellen · Rückertlieder · Kindertotenlieder · Lieder aus "Des Knaben Wunderhorn"
- Bibliothèque nationale de France: cb13915891w (data)
- Library of Congress Control Number: no97073517
- MusicBrainz work: adcdc472-8b19-4e6f-aa4e-be8c6aea5f8a
- Nationale bibliotheek van Australië: 35677521
- Nationale Bibliotheek van Israël: 987012501520905171
- LIBRIS: 170045
- Système universitaire de documentation: 115547932
- Virtual International Authority File: 303734598